# Menceyat de Taoro

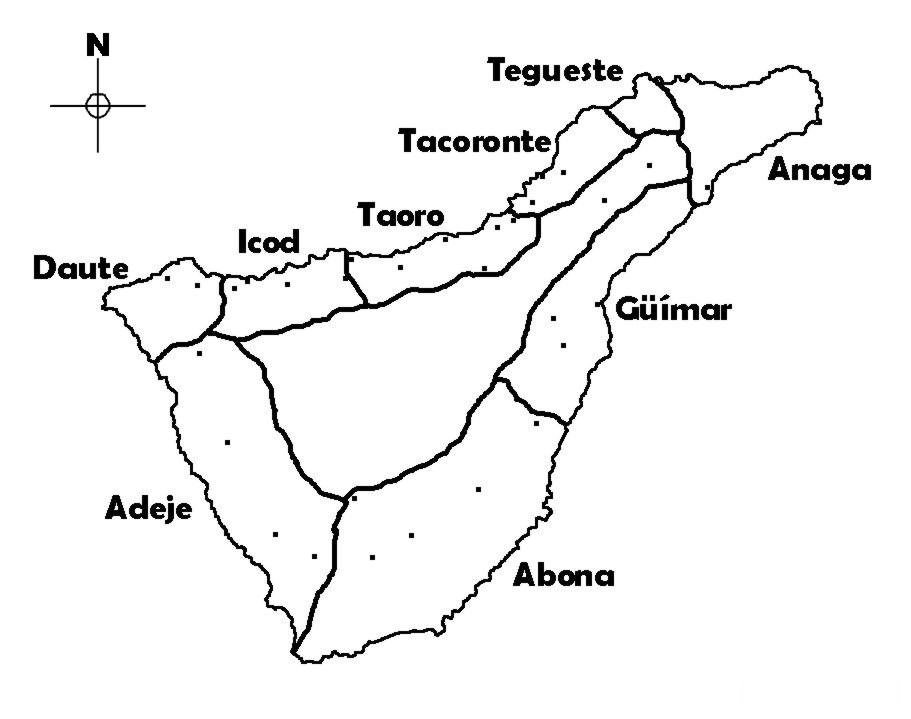
Menceyats de Tenerife

Taoro és un dels nou menceyats en què estava dividida l'illa de Tenerife (Canàries) en el moment de l'arribada dels conquistadors castellans. Ocupava l'extensió dels actuals municipis de Puerto de la Cruz, La Orotava, La Victoria de Acentejo, La Matanza de Acentejo, Los Realejos i Santa Úrsula.
Era el menceyat més ric i poderós dels existents a l'illa. Aquí va acabar la conquesta de Tenerife i, per tant també la de Canàries, quan es va rendir el valerós Bentor davant les tropes d'Alonso Fernández de Lugo. El mencey més conegut va ser Bencomo, mort en la batalla d'Aguere, i capdavantera de la resistència aborigen enfront de les tropes invasores castellanes. També es denomina Taoro a la Valle de La Orotava, així com a aquesta comarca.